# Jannick Green
Jannick Green Krejberg (ur. 29 września 1988 r. w Lemvigu) – duński piłkarz ręczny, reprezentant kraju, grający na pozycji bramkarza. Aktualny reprezentant duńskiej reprezentacji oraz klubu Paris Saint-Germain.
Uczestniczył na igrzyskach olimpijskich w Rio de Janeiro, na których zdobył jeden złoty medal.

## Sukcesy

### Reprezentacyjne
Igrzyska olimpijskie:
- Rio de Janeiro 2016

Mistrzostwa świata:
- Niemcy/Dania 2019
- Hiszpania 2013

Mistrzostwa Europy:
- Dania 2014
- Słowacja/Węgry 2022

Mistrzostwa świata U-21:
- Egipt 2009

### Klubowe
Puchar EHF:
- 2016/2017, 2017/2018

Mistrzostwa Danii:
- 2009/2010
- 2011/2012

Puchar Danii:
- 2013

Puchar Niemiec:
- 2015/2016
- 2014/2015